# Логанспорт (Луїзіана)
Логанспорт (англ. Logansport) — місто (англ. town) в США, в окрузі Де-Сото штату Луїзіана. Населення — 1340 осіб (2020).

## Географія
Логанспорт розташований за координатами 31°58′33″ пн. ш. 93°59′36″ зх. д. / 31.97583° пн. ш. 93.99333° зх. д. (31.975805, -93.993363).  За даними Бюро перепису населення США в 2010 році місто мало площу 8,76 км², з яких 8,45 км² — суходіл та 0,31 км² — водойми.

## Демографія
Згідно з переписом 2010 року, у місті мешкало 1555 осіб у 644 домогосподарствах у складі 409 родин. Густота населення становила 178 осіб/км².  Було 746 помешкань (85/км²).
Расовий склад населення:
| - 53,7 % — білих - 42,3 % — чорних або афроамериканців - 0,5 % — корінних американців - 0,1 % — азіатів - 1,4 % — осіб інших рас |

До двох чи більше рас належало 2,0 %. Частка іспаномовних становила 3,3 % від усіх жителів.
За віковим діапазоном населення розподілялося таким чином: 29,5 % — особи молодші 18 років, 55,5 % — особи у віці 18—64 років, 15,0 % — особи у віці 65 років та старші. Медіана віку мешканця становила 33,7 року. На 100 осіб жіночої статі у місті припадало 82,5 чоловіків;  на 100 жінок у віці від 18 років та старших — 80,9 чоловіків також старших 18 років.
Середній дохід на одне домашнє господарство  становив 41 617 доларів США (медіана — 27 072), а середній дохід на одну сім'ю — 49 962 долари (медіана — 37 697). Медіана доходів становила 40 313 долари для чоловіків та 28 750 доларів для жінок. За межею бідності перебувало 30,8 % осіб, у тому числі 37,2 % дітей у віці до 18 років та 9,3 % осіб у віці 65 років та старших.
Цивільне працевлаштоване населення становило 696 осіб. Основні галузі зайнятості: освіта, охорона здоров'я та соціальна допомога — 23,0 %, сільське господарство, лісництво, риболовля — 14,7 %, роздрібна торгівля — 14,1 %, виробництво — 14,1 %.